# Gymnobothrus variegatus
Gymnobothrus variegatus är en insektsart som först beskrevs av Sjöstedt 1933.  Gymnobothrus variegatus ingår i släktet Gymnobothrus och familjen gräshoppor. Inga underarter finns listade i Catalogue of Life.